# Port de passagers de Tallinn
Le port de passagers de Tallinn ou ancien port (en estonien : Vanasadam) est un port maritime et une zone portuaire du quartier Sadama du centre de Tallinn en Estonie.

## Présentation
Le port de passagers est situé dans le quartier Sadama de l'arrondissement de Kesklinn.
Le port de passagers  est l'un des cinq ports gérés par la société Port of Tallinn.
C'est l'un des plus importants et des plus actifs ports de passagers de la Baltique et le port le plus important d'Estonie.

### Terminaux
Le port gère 3 terminaux de passagers (A, B et D), la longueur totale de quais est de 4,2 kilomètres.
Les navires d'une longueur maximale de 340 mètres, de 42 mètres de large et un tirant d'eau de 10,7 mètres peuvent entrer dans le port,.

### Routes maritimes et trafic de passagers
Des lignes régulières desservent Helsinki, Stockholm et Saint-Pétersbourg.
| Route                       | Passagers 2020 | Passagers 2019 |
| --------------------------- | -------------- | -------------- |
| Saint-Pétersbourg – Tallinn | —              | 0,07           |
| Helsinki – Tallinn          | 3,99           | 8,80           |
| Stockholm – Tallinn         | 0,14           | 0,93           |
| Sources:                    |                |                |

Le trafic de passagers au port de Tallinn s'est effondré en 2020 en raison de la Pandémie de Covid-19 mondiale.

### Navires opérant dans le port
Les compagnies principales desservant le port sont: Tallink, Eckerö Line et Viking Line.
| Transporteur   | Navire                                                    | Trajet                                       |
| -------------- | --------------------------------------------------------- | -------------------------------------------- |
| Viking Line    | Viking XPRS                                               | Tallinn–Helsinki                             |
| Viking Line    | Viking Cinderella / Gabriella (durant la saison estivale) | Tallinn–Helsinki                             |
| Tallink        | Megastar                                                  | Tallinn–Helsinki                             |
| Tallink        | MyStar                                                    | Tallinn–Helsinki                             |
| Tallink        | Silja Europa                                              | Tallinn–Helsinki                             |
| Tallink        | Baltic Queen                                              | Tallinn–Mariehamn–Stockholm                  |
| Tallink        | Victoria I                                                | Tallinn–Mariehamn–Stockholm                  |
| Eckerö Line    | Finlandia                                                 | Tallinn–Helsinki                             |
| St. Peter Line | Princess Anastasia                                        | Helsinki–Stockholm–Tallinn–Saint-Pétersbourg |
| Sources:       |                                                           |                                              |

### Statistiques
| Année               | 2010 | 2011  | 2012  | 2013 | 2014 | 2015 | 2016   |
| ------------------- | ---- | ----- | ----- | ---- | ---- | ---- | ------ |
| Nombre de passagers | 7,9  | 8,48  | 8,84  | 9,24 | 9,57 | 9,79 | 10,173 |
| Année               | 2017 | 2018  | 2019  | 2020 | 2021 | 2022 | 2023   |
| Nombre de passagers | 10,5 | 10,61 | 10,64 | 4,33 | 3,66 | 7,21 |        |
| Sources:            |      |       |       |      |      |      |        |

## Galerie

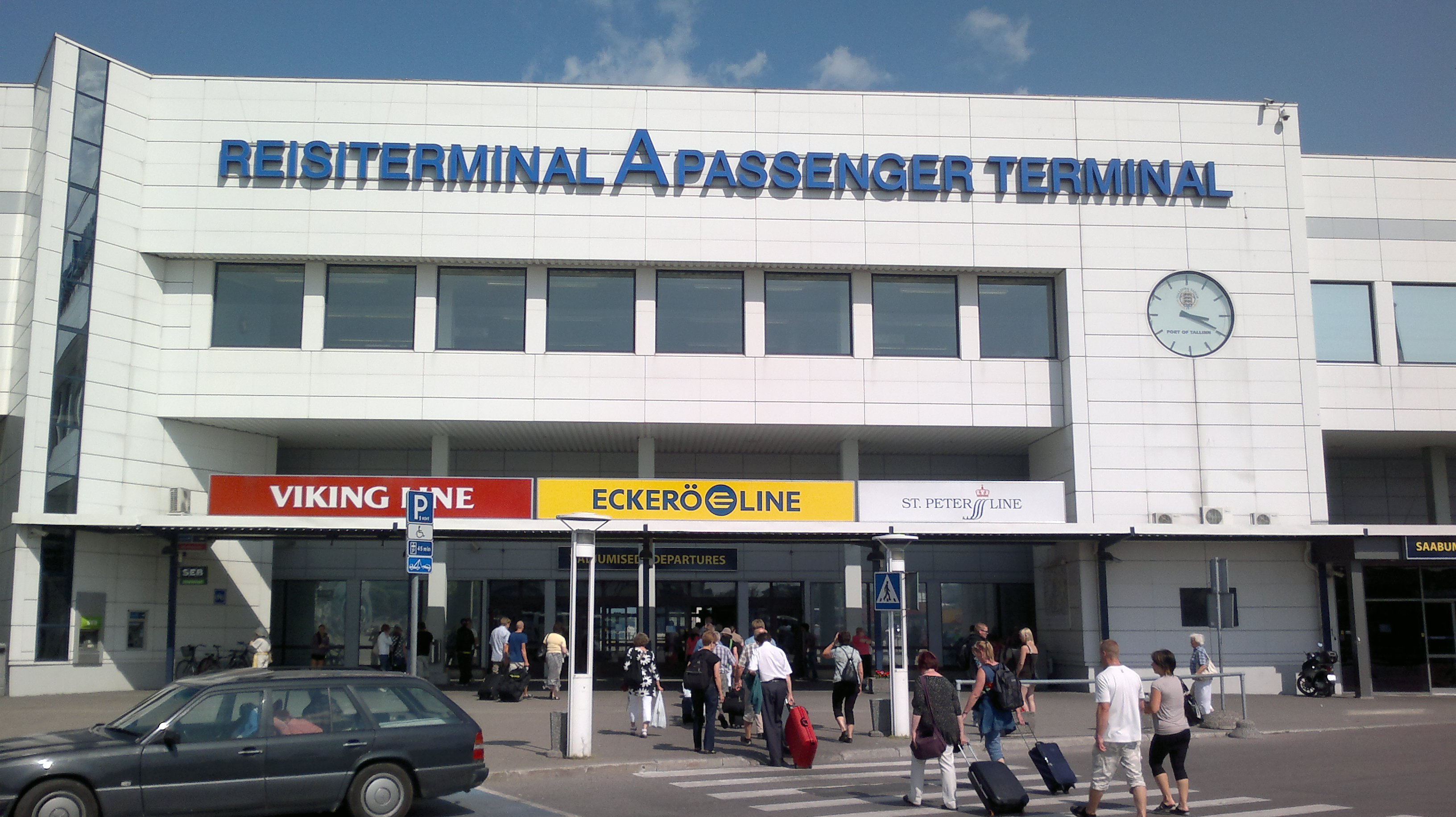
Terminal A.
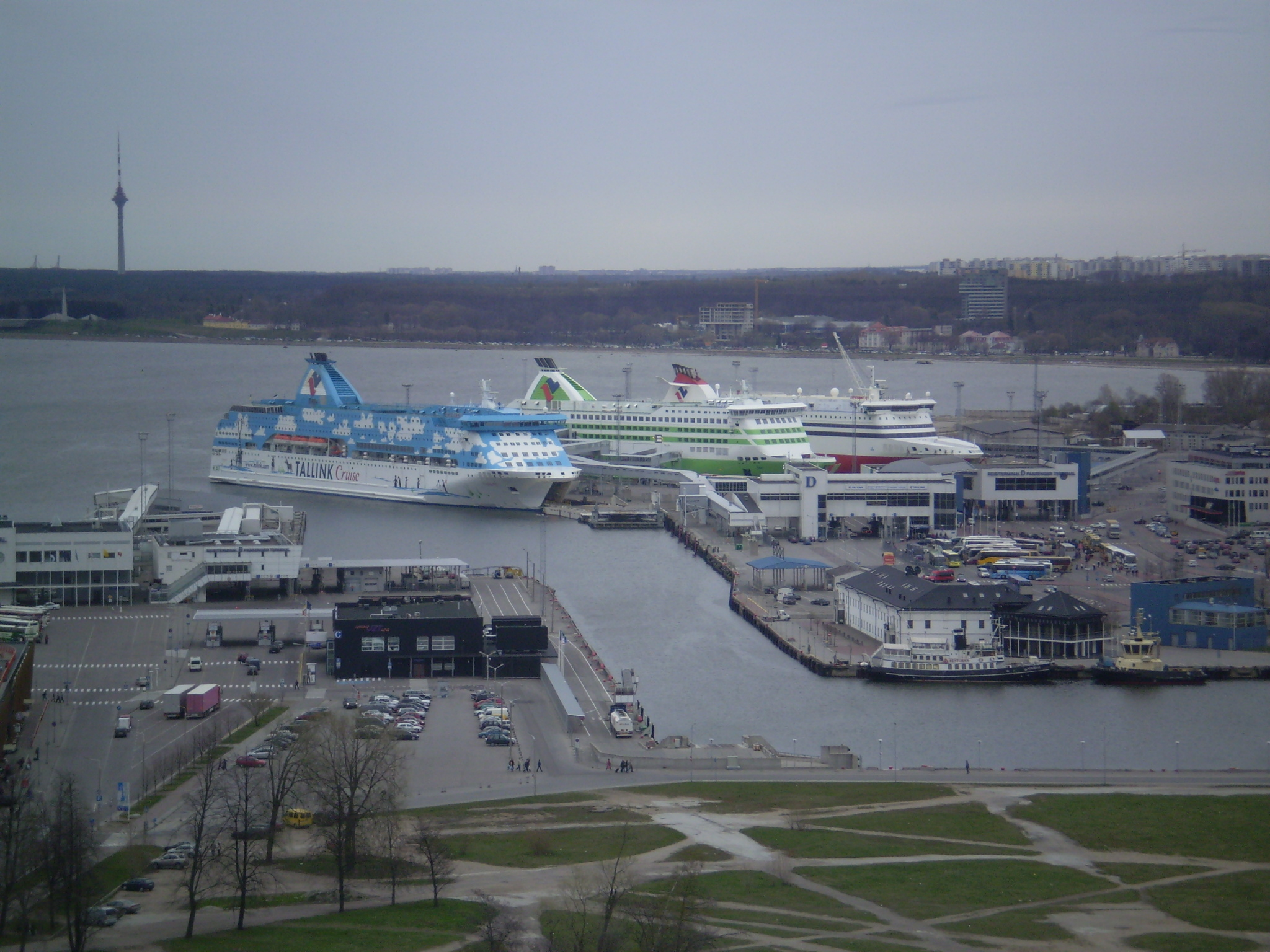
Navires dans le port.
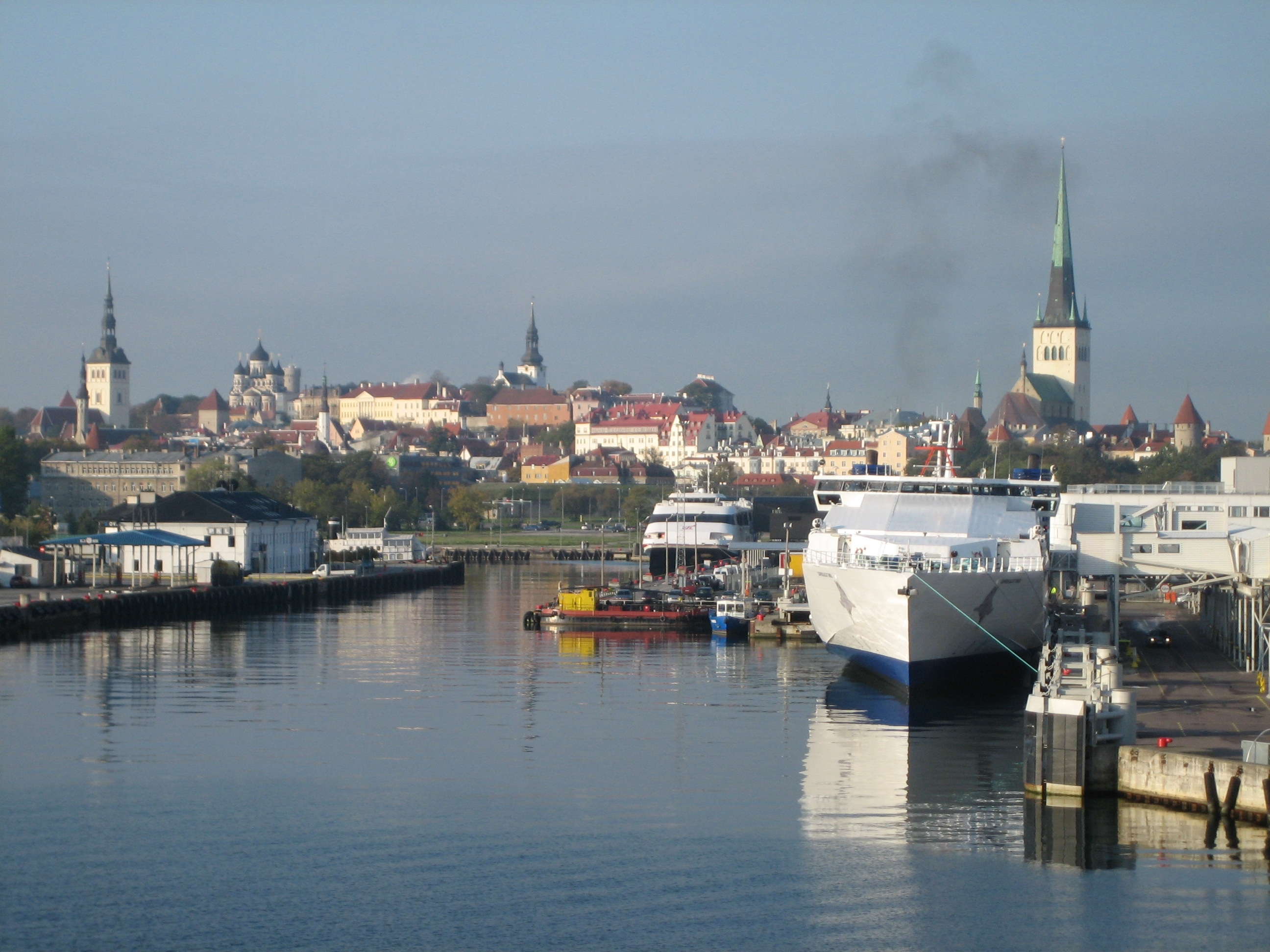
Le port en automne.
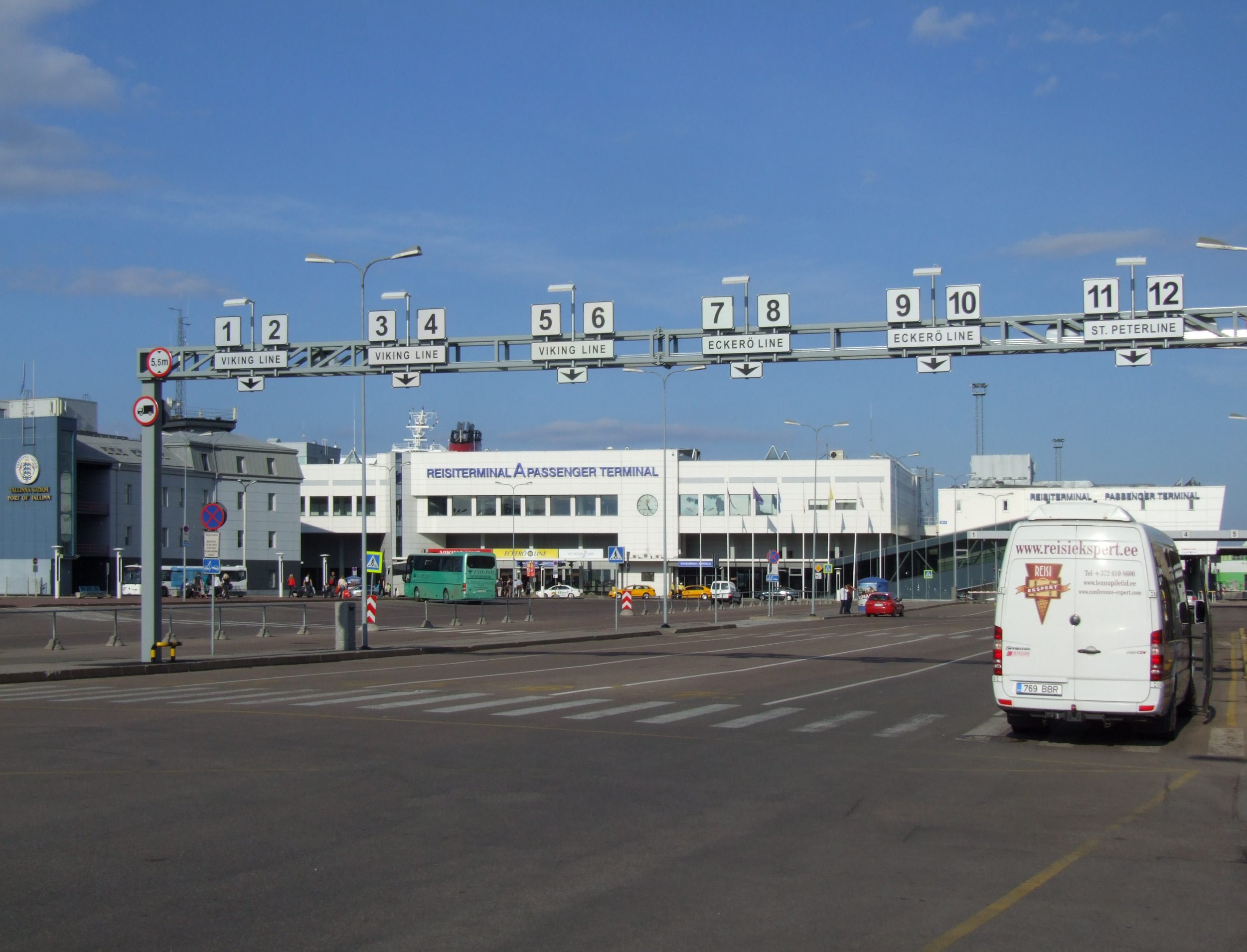
L'entrée du port.

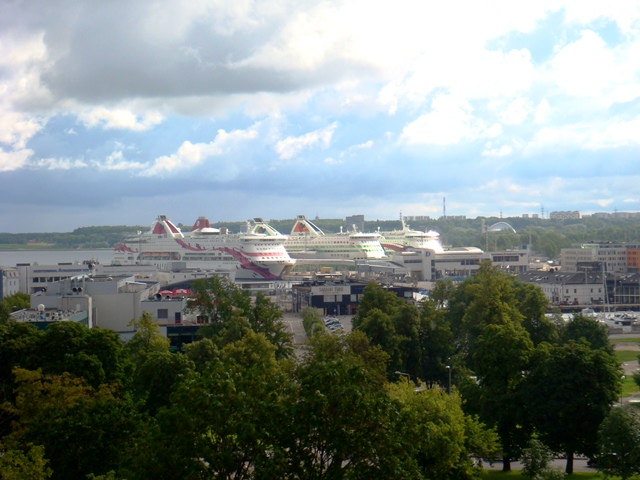
Le port vu du Musée maritime estonien
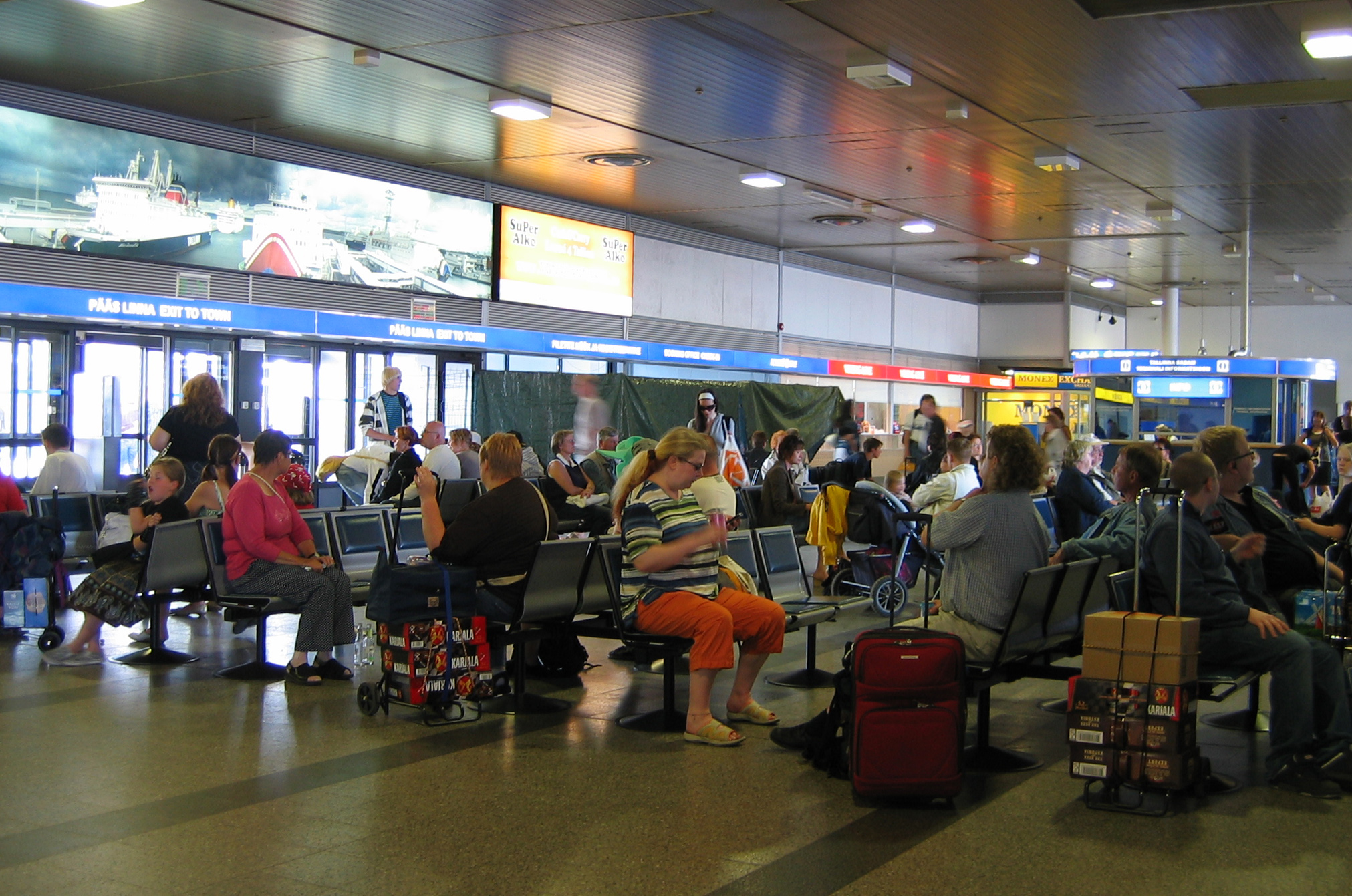
Une salle d'embarquement.
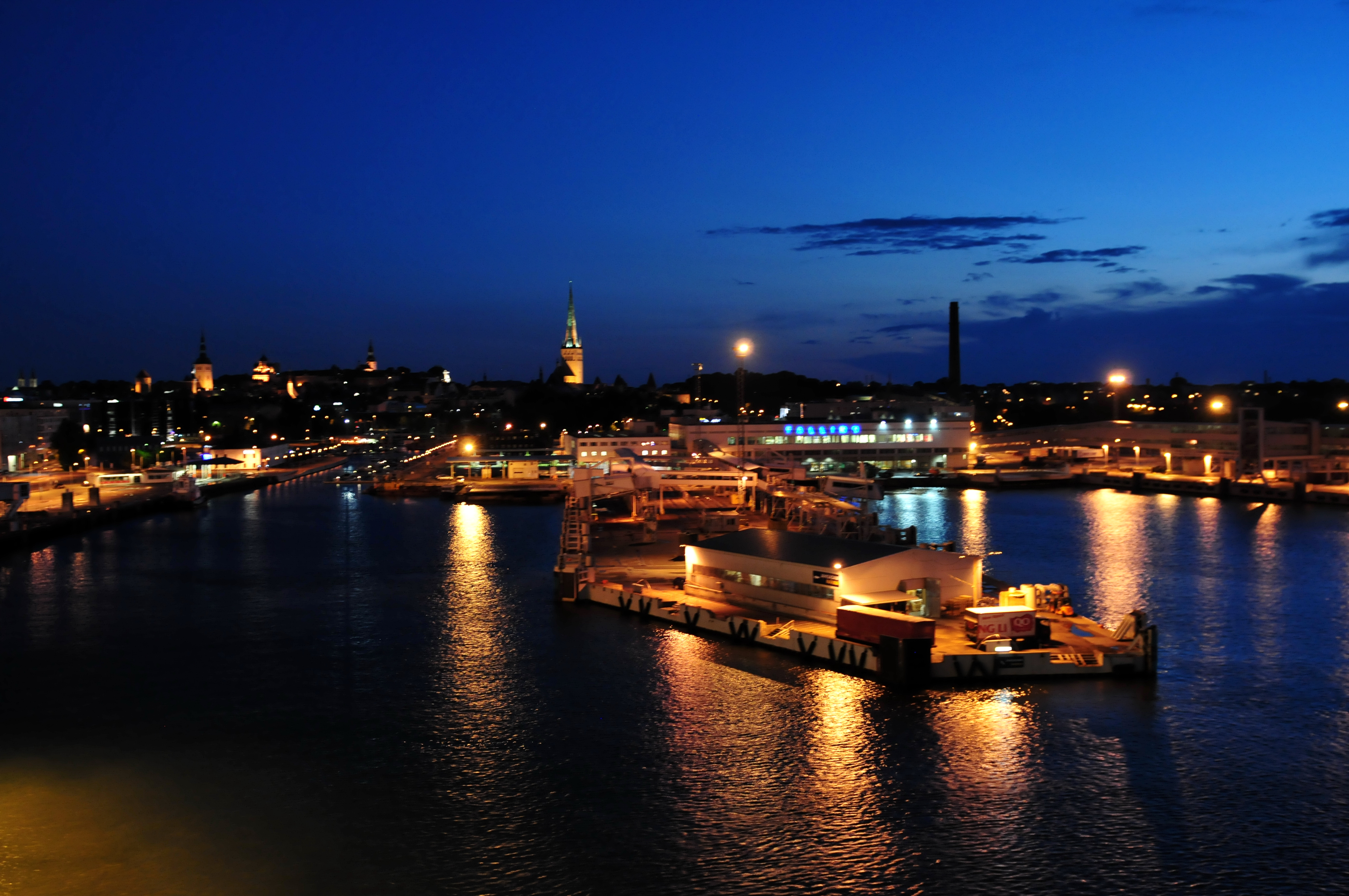
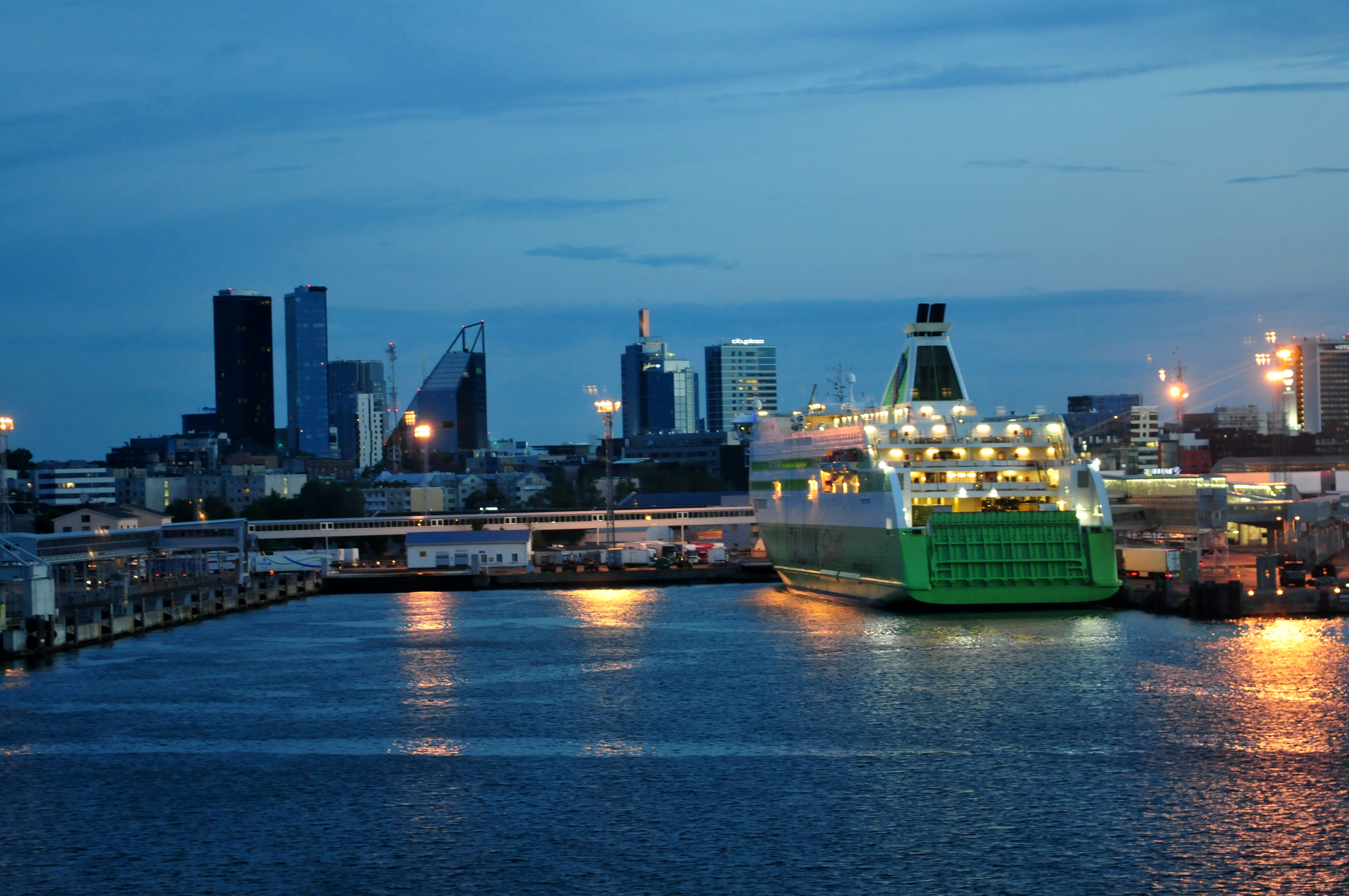